# Metropolis (film, 2001)
Pour les articles homonymes, voir Metropolis.
Metropolis (メトロポリス, Metoroporisu) est un film d'animation de Rintarō d'après le manga éponyme d'Osamu Tezuka, sorti en 2001.

## Synopsis
À Metropolis, une cité futuriste, humains et robots cohabitent, mais vivent dans des espaces bien délimités. Dans une atmosphère baignée par la musique de jazz, cette cité est le théâtre d'une enquête de police menée par un inspecteur japonais et son jeune neveu, Kenichi, au sujet d'un savant accusé de trafic d'organes, le docteur Laughton, qui est au service de l'homme le plus puissant de la ville. Celui-ci utilise les services du savant pour créer un robot ultra-moderne, ayant l'apparence de sa défunte fille, Tima. Ce robot est la clé d'une arme secrète destinée à lui assurer la domination du monde, la Ziggurat, une haute tour à l'image de la tour de Babel, conçue pour égaler Dieu.
À la suite de l'assassinat du Dr Laughton, Tima se retrouve un temps perdue dans la cité gigantesque, et rencontre Kenichi, avec qui elle échappe à de nombreux dangers, et dont elle souffre cruellement d'être séparée, pour accomplir son destin de domination. Kenichi ne veut pas laisser Tima se transformer en un robot froid et dominateur qui tente de détruire l'espèce humaine.

## Bande originale
- Don Gibson - I Can’t Stop Loving You (1963), interprétée par Ray Charles.